# Соколовский, Сергей Владимирович
Серге́й Влади́мирович Соколо́вский (род. 26 апреля 1954, Москва, РСФСР, СССР)
С 2012 по 2016 г.г. — Президент Федерации Каратэ России, национальной федерации в составе Всемирной Федерации Каратэ, представляющей спорт «каратэ» в Международном Олимпийском Комитете. До 2016 г. член Технического Комитета Всемирной Федерации Каратэ.
С 2010 по 2012 г.г. — 1-й вице-президент Федерации Каратэ России,
С 2003 по 2012 г.г. Председатель Судейского Комитета ФКР,
Судья международной категории:
WKF Kumite Referee A, Ката Judge B,
EKF Karate Referee (Kumite Referee A, Ката Judge A),
5-й дан Сито Рю.

## Спортивная биография
- Занимался каратэ с 1977 у Владимира Томилова, Центральная Школа каратэ (руководитель Школы — основатель каратэ в СССР — Алексей Борисович Штурмин).
- С 1978 года под руководством Владимира Томилова и Камиля Мусина тренировался и готовился к первым в СССР соревнованиям по каратэ.
- В 1979 г. — серебряный призер 1-го Чемпионата Москвы по каратэ в весовой категории до 70 кг, член сборной команды Москвы, 4-е место на 1-х Всесоюзных соревнованиях в Таллине.
- С 1980 по 1983 год — член сборной ЦСКА, чемпион Московского военного округа, серебряный призер чемпионатов ЦСКА и Вооруженных сил СССР. Одновременно с 1980 по 1983 год работал тренером СКА Московского Военного округа по каратэ. Тренер сборной команды юниоров Московского Военного Округа, в составе команды — чемпионы и призеры Первенств Вооруженных Сил СССР.
- В 1993,1994 г.- призер Кубка мира Kobe Osaka International (KOI) в личном и командном кумитэ.
- С 1993 г. занимался каратэ Сито Рю Шукокай под руководством Президента KOI Томми Морриса и Президента российской федерации Kobe Osaka Камиля Мусина.
- В 2002 г. был присвоен 4-й дан KOI.
- С 1996 г. по настоящее время занимается каратэ Сито Рю под руководством лидера российской школы Сито Рю Сэйщукан Александра Духовского (8-й дан) и сэнсэя Нисиды Минору (8-й дан).
- В 2008 г. в Токио сдал экзамен на 5-й дан.

## Судейская биография
- В 1993 г. прошел судейский семинар под руководством Главного судьи WKF Томми Морриса.
- В 1993 г. начал судить российские соревнования.
- В 1994 г. сдал экзамен на судью национальной категории и в этом же году на Чемпионате Европы в Бирмингеме сдал экзамен на судью международной категории, получив звание EKF Judge B.
- В 1996 г. на Чемпионате Европы в Париже сдал экзамен на EKF Judge A.
- В 2003 г. на Чемпионате Европы в Бремене — получил категорию EKF Referee B.
- В 2004 г. в Москве сдал экзамен на EKF Referee A.
- C 2002 г. начал судить чемпионаты мира WKF, сдав экзамен на WKF Kumite Judge A.
- В 2005 г. получил WKF Kumite Referee B.
- В 2008 г. на Чемпионате мира в Токио сдал экзамен на категорию WKF Referee A.
- Сдал экзамен на EKF Kata Judge B в Мадриде в 2009 г.
- В 2010 г. в Варшаве завершил сдачу европейских судейских экзаменов, получив категорию EKF Kata Judge A и звание EKF Karate Referee,
- В 2011 г. в Малайзии сдал экзамен на судью WKF по Ката, получив категорию WKF Kata Judge B,
- В период 2004—2008 г.г. являлся членом Технического Комитета EKF.
- С 2012 по 2016 г. был членом Технического Комитета WKF.

## Вклад в развитие спортивного каратэ
- В 1999 г. принял активное участие в создании Национальной Федерации каратэ России (НФКР).
- С 1999 по 2003 г.г. — Председатель Судейского Комитета и член Президиума НФКР.

- В 2001 под редакцией C.В.Соколовского был разработан и утвержден Министерством спорта России сборник Правил соревнований по каратэ по 7 версиям, включая Правила WKF, Шобу Иппон, Традиционного каратэ, Киокусинкай, Кудо, Кобу Дзюцу, Косики каратэ.
- С 2000 г. занимался внедрением новых версий Правил WKF в России, помогал организовывать судейство каратэ на Украине, проводил судейские семинары в Грузии и Латвии.
- В 2003 г. перед лицом необходимости провести в Москве Чемпионат Европы 2004 г. по каратэ принял активное участие в создании Федерации каратэ России (ФКР) вместе с В.Крайниковским и Л.Поповым.
- С 2003 г. — Председатель Судейского Комитета и член Президиума ФКР.
- С 2010 г. — 1-й вице — Президент ФКР.[1][2]
- В 2012—2016 г.г. — Президент Федерации Каратэ России.